# Tropiduchus castigatoria
Tropiduchus castigatoria är en insektsart som först beskrevs av Schmidt 1918.  Tropiduchus castigatoria ingår i släktet Tropiduchus och familjen Tropiduchidae. Inga underarter finns listade i Catalogue of Life.